# Oscar Niemeyer (navio)
O Oscar Niemeyer  é um navio tipo gaseiro de fabricação e bandeira brasileira.

## Nome
A cerimônia de início de operações do navio foi no Rio de Janeiro em 04 de dezembro de 2013 e o batizo da embarcação homenageia o arquiteto e escritor brasileiro Oscar Niemeyer.

## Características
Construído por um contrato da TRANSPETRO com o  Estaleiro Vard Promar e foi a primeira embarcação gaseira das oito encomendadas pelo  Programa de Modernização e Expansão da Frota da Transpetro.O investimento de construção foi de 115 milhões. 
Tem 117,63 metros de comprimento por 34 de altura e 19,2 de largura.